# Michelle Visage
Pour les articles homonymes, voir Visage (homonymie).
Michelle Visage, née le 20 septembre 1968 sous le nom de Michelle Lynn Shupack,, est une chanteuse et présentatrice de télévision américaine. 
Elle fut d'abord connue en tant que membre du groupe Seduction, dont cinq single furent classés dans le Billboard Hot 100, puis elle atteignit les meilleurs classements de dance music en 1993 en étant une des chanteuses principale dans The S.O.U.L. S.Y.S.T.E.M. Elle fut co-présentatrice de l'émission The RuPaul Show de 1996 à 1998 aux côtés de RuPaul (avec qui elle travaille souvent). Après avoir traversé les États-Unis en tant que DJ radio de 1996 à 2011, elle revint à la télévision en 2011 dans l'émission de la compétition américaine RuPaul's Drag Race, dans laquelle elle est membre permanente du jury depuis la troisième saison. Elle a aussi été juge dans chacune des saisons des séries dérivées: RuPaul's Drag Race: All Stars et RuPaul's Drag Race UK.  
Elle a été juge dans les deux premières saisons de Ireland's Got Talent de 2018 à 2019, et est apparue en tant que concurrente de la quinzième saison de Celebrity Big Brother. Elle a participé à la saison dix-sept de Strictly Come Dancing au Royaume-Uni sur la chaîne BBC.  
Sur scène, Visage a fait ses débuts dans le West End avec Everybody's Talking About Jamie en 2018. Son premier livre, The Diva Rules, a été publié en 2015. 
En 2019, elle a reçu son premier Primetime Emmy Awards for Outstanding Competition Program, après être devenue une productrice exécutive de Drag Race dès la onzième saison.

## Jeunesse
Michelle Visage fréquente un lycée artistique à South Plainfield, dans le New Jersey puis l'Académie américaine de musique et de théâtre (en) à Manhattan. Peu de temps après avoir terminé ses études, elle se rend à New York pour poursuivre une carrière d'actrice. Le 10 novembre 2015, elle publie son premier livre, The Diva Rules. 

## Carrière

### Musique
Michelle Visage auditionne et remporte une place pour Seduction, un trio R&B et dance créé par Robert Clivillés (en) et David Cole (en), qui signe avec A&M Records en 1990. Le groupe a plusieurs succès musicaux pop et dance, dont Two to Make It Right.  Après la dissolution du groupe, Visage collabore avec le groupe de dance freestyle TKA en tant que chanteuse invitée sur la chanson Crash (Have Some Fun). Elle est la chanteuse principale d'un second groupe de musique dance créé par Clivilles & Cole appelé The S.O.U.L. S.Y.S.T.E.M. (en). La chanson It's Gonna Be a Lovely Day, qui est une reprise de la chanson de Bill Withers, Lovely Day, est incluse sur la bande originale du film Bodyguard . It's Gonna Be a Lovely Day culmine à la 34e place du Billboard Hot 100 en janvier 1993. 
Michelle Visage figure aussi sur plusieurs albums de musique de RuPaul, ainsi que dans les clips de ce dernier, notamment pour New York City Beat et From Your Heart, qui est diffusée pour la première fois à l'occasion du RuPaul's Green Screen Christmas Special (2015). Elle fait également des apparitions dans les clips de Glamazon, Responsitrannity, The Beginning et Nothing for Christmas.
Le 1er avril 2021, Michelle Visage partage la vedette avec le groupe Steps pour le single Heartbreak in This City.

### Radio et podcasts
Michelle Visage est la co-animatrice de The Jamz Session sur Hot 92 Jamz à Los Angeles de 2002 à 2005.   
En 2005, elle retourne à New York, où elle co-anime The Morning Mix sur WNEW-FM jusqu'en décembre 2006. Elle anime également The Beat 66 de 2003 à 2006 sur Sirius XM Radio. Le 12 mars 2007, elle est co-animatrice de l’émission du matin sur SUNNY 104.3 à West Palm Beach, en Floride. Elle commence à co-animer le podcast hebdomadaire RuPaul: What's The Tee? le 9 avril 2014. Ils interviewent des célébrités, discutent de leurs vies et de RuPaul's Drag Race. Le podcast remporte le prix Webby 2018. 

### Télévision
En 1996, Michelle Visage devient co-animatrice du talk-show sur VH1 de RuPaul, The RuPaul Show. Elle fait également la couverture du tapis rouge de 1998 à 2002 pour les Grammy Awards sur VH1. 
En janvier 2011, elle fait ses débuts en tant que deuxième juge permanente de l'émission de télé-réalité RuPaul's Drag Race sur Logo TV, où elle a remplacé l'ancienne juge Merle Ginsberg. Elle est également membre du jury du spin-off, RuPaul's Drag Race: All Stars. Depuis le 5 février 2019, Michelle Visage est juge de RuPaul's Drag Race UK prévu sur BBC Three,. 
Le 7 janvier 2015, elle est annoncée comme l'une des candidates de la quinzième saison de la télé-réalité britannique Celebrity Big Brother sur Channel 5. Le 6 février 2015, elle quitte la saison à la cinquième place, alors qu'elle est favorite pour la victoire. 
Le 13 mai 2017, Michelle Visage et Ross Mathews sont les commentateurs sur Logo TV du grand final du concours Eurovision de la chanson et elle est annoncée quelques mois plus tard comme prochaine juge pour la première saison de Ireland's Got Talent, diffusée sur TV3 Ireland en février 2018. Elle revient également comme juge lors de la saison 3 en février 2019 aux côtés de Jason Byrne, Louis Walsh et Denise van Outen. 

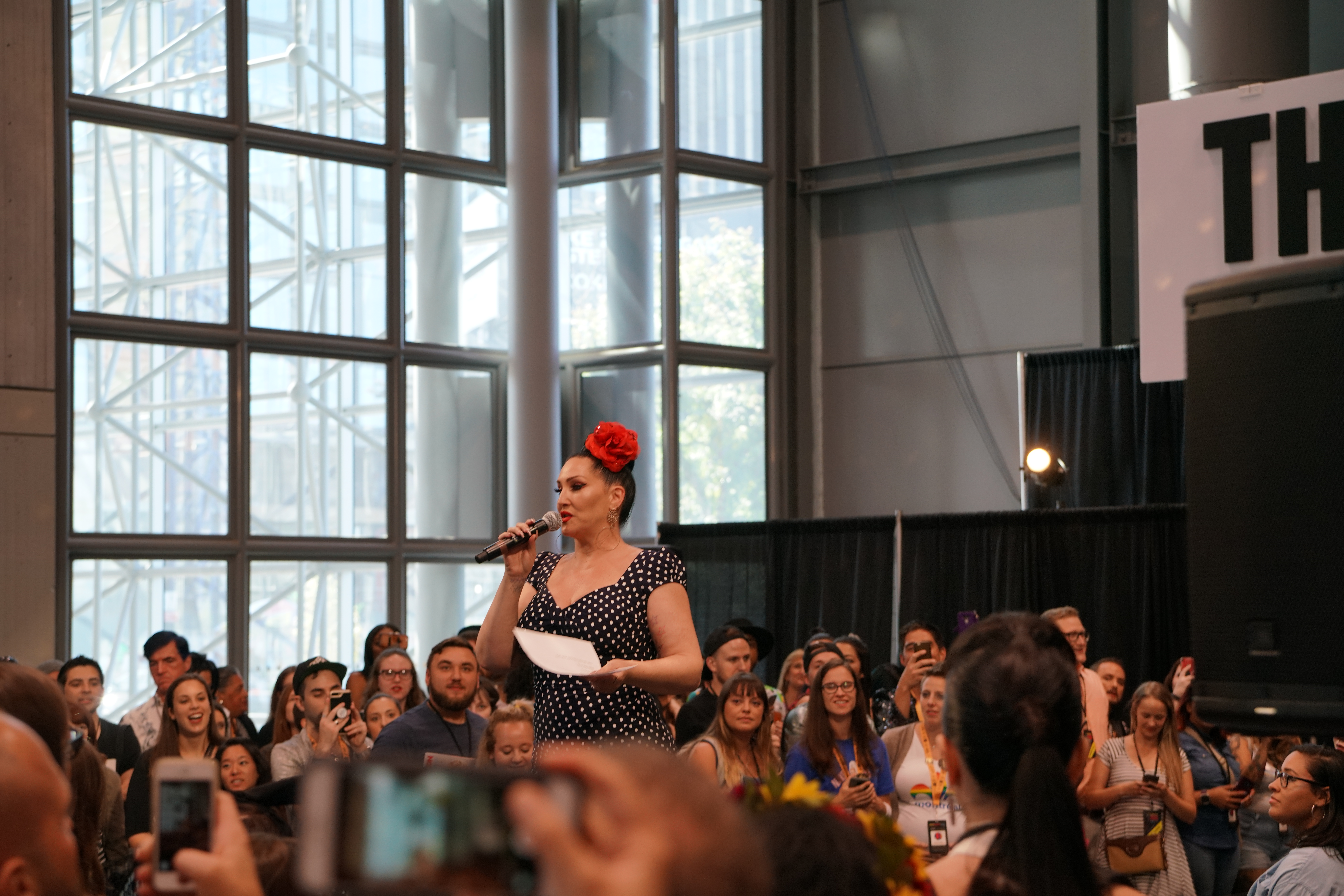
Michelle Visage à la DragCon de Los Angeles en 2017.

En 2019 elle est candidate de la 17e saison de Strictly Come Dancing.

### Théâtre
Michelle Visage fait ses débuts à West End en tant que Miss Hedge dans Everybody's Talking About Jamie du 18 octobre 2018 au 26 janvier 2019,. Elle est ensuite remplacée par Hayley Tamaddon.

## Vie privée
Elle vit maintenant en Californie avec son mari, auteur et scénariste, David Case, et ses deux filles, Lillie et Lola.
Début 2019, elle annonce devoir se faire enlever ses implants mammaires, qu'elle a depuis près de 20 ans, car elle est victime d'un « breast implant illness » (« maladie des implants mammaires »),. Elle est opérée avec succès le 6 février 2019.

## Discographie

### Albums
| Album                        | Année | Groupe    | Remarques |
| ---------------------------- | ----- | --------- | --------- |
| Nothing Matters Without Love | 1989  | Séduction |           |

### Single
| Chanson                    | Année | Artiste                 | Album                        |
| -------------------------- | ----- | ----------------------- | ---------------------------- |
| It's Gonna Be a Lovely Day | 1992  | The S.O.U.L.S.Y.S.T.E.M | bande originale de Bodyguard |

### Apparitions
| Chanson                    | Année | Artiste      | Album                        |
| -------------------------- | ----- | ------------ | ---------------------------- |
| "Crash (Have Some Fun)"    | 1991  | TKA          |                              |
| "Hard Candy Christmas"     | 1997  | RuPaul       | Ho, Ho, Ho                   |
| "With Bells On"            | 1997  | RuPaul       | Ho, Ho, Ho                   |
| "Let the Music Play"       | 2014  | RuPaul       | Born Naked                   |
| "Manila Radio (Interlude)" | 2014  | Manila Luzon | Eternal Queen                |
| "New York City Beat"       | 2015  | RuPaul       | RuPaul Presents: CoverGurlz2 |
| "L.A. Rhythm"              | 2015  | RuPaul       | Realness                     |
| "L.A. Rhythm" (Remix)      | 2015  | RuPaul       | Realness                     |
| "From Your Heart"          | 2015  | RuPaul       | Slay Belles                  |
| "Category Is... "          | 2016  | RuPaul       | Butch Queen                  |

## Filmographie
| Année          | Titre                               | Genre      | Rôle       | Remarques                         |
| -------------- | ----------------------------------- | ---------- | ---------- | --------------------------------- |
| 1989           | Dance Party USA                     | Télévision | Elle-même  |                                   |
| 1990           | Club MTV                            | Télévision | Elle-même  |                                   |
| 1996–1998      | The RuPaul Show                     | Télévision | Elle-même  |                                   |
| 2002           | Maybe It's Me                       | Film       | Tania      |                                   |
| 2011 – présent | RuPaul' Drag Race                   | Télévision | Elle-même  | Juge                              |
| 2011 – présent | RuPaul's Drag Race: Untucked        | Télévision | Elle-même  |                                   |
| 2012 – présent | RuPaul' s Drag Race: All Stars      | Télévision | Elle-même  | Juge                              |
| 2013           | That Sex Show                       | Télévision |            |                                   |
| 2013-2015      | The Most Popular Girls in School    | Série Web  | Mme. Zales |                                   |
| 2015           | Celebrity Big Brother (UK)          | Télévision | Elle-même  | Saison 15, 5e place               |
| 2017           | Concours Eurovision de la chanson   | Télévision | Elle-même  | Commentatrice pour les États-Unis |
| 2018-présent   | Ireland's Got Talent                | Télévision | Elle-même  | Juge                              |
| 2018           | The X Factor                        | Télévision | Elle-même  | Juge                              |
| 2019           | RuPaul's Drag Race UK               | Télévision | Elle-même  | Juge                              |
| 2019           | Strictly Come Dancing               | Télévision | Elle-même  | Saison 17, candidate              |
| 2021-présent   | RuPaul's Drag Race Down Under       | Télévision | Elle-même  | Juge                              |
| 2022-présent   | RuPaul's Drag Race: UK vs The World | Télévision | Elle-même  | Juge                              |